# Zygophylax valdiviae
Zygophylax valdiviae is een hydroïdpoliep uit de familie Lafoeidae. De poliep komt uit het geslacht Zygophylax. Zygophylax valdiviae werd in 1923 voor het eerst wetenschappelijk beschreven door Stechow. 